# Samboneto
Samboneto (anticamente Sanguineto) è una frazione del comune di Zerba in provincia di Piacenza.
È l'unica frazione del comune a trovarsi in valle Staffora, a differenza del resto del territorio comunale che è sito in val Boreca. Si trova alle falde del monte Lesima. Non è direttamente raggiungibile dall'Emilia-Romagna, ma bisogna attraversare un tratto di Lombardia tra il Passo del Giovà e Pianostano di Santa Margherita di Staffora, dove comincia l'unica strada per la frazione. La parrocchia di questa località appartiene alla diocesi di Tortona.
Intorno al XVIII secolo subì una frana che distrusse il paese che poi venne ricostruito. Il paese è ricco di ex voto forse realizzati in seguito dai sopravvissuti alla frana.

## Monumenti e luoghi di interesse
- Pieve di San Pietro, dipendente dalla parrocchia di San Lorenzo di Casale Staffora (frazione di Santa Margherita di Staffora) della diocesi di Tortona.[2] Ha affreschi attribuiti in passato a Manfredino e Franceschino Boxilio  di Castelnuovo Scrivia (AL).

## Cultura
Questo paese fa parte del territorio culturalmente omogeneo delle Quattro province (Alessandria, Genova, Pavia, Piacenza), caratterizzato da usi e costumi comuni e da un importante repertorio di musiche e balli molto antichi. Strumento principe di questa zona è il piffero appenninico che accompagnato dalla fisarmonica, e un tempo dalla müsa (cornamusa appenninica), guida le danze e anima le feste.